# Klaus Dennhardt
Klaus Dennhardt (* 19. Mai 1941 in Dresden) ist ein deutscher Maler und Grafiker.

## Leben
Klaus Dennhardt absolvierte nach dem Abschluss der Grundschule in Dresden 1958 bis 1961 ein Vorstudium an der Arbeiter- und Bauern-Fakultät der Hochschule für Bildende Künste Dresden (HfBK). In dem anschließenden „praktischen Jahr“ arbeitete er in einem Kartoffellager in Dresden, danach in einem Leipziger Werbestudio und als Bühnenarbeiter am Dresdener Staatstheater.
1963 bis 1968 studierte Dennhardt an der HfBK, insbesondere bei Heinz Lohmar. Danach war er bis 1986 in Dresden als freier Maler und Grafiker tätig. 1986 zog er mit seiner Familie nach Berlin (West). Ab 1988 war er Ausstellungsorganisator und gab Mal- und Zeichenkurse im Kulturzentrum „Die Pumpe“ in Berlin-Wedding. Ab 1999 hatte er sein eigenes Atelier im Wedding. Nach der deutschen Wiedervereinigung zog Dennhardt zurück nach Dresden, behielt aber sein Atelier in Berlin. Seit 2010 lebt und arbeitet er wieder ganz in Dresden.
Neben den klassischen Drucktechniken Lithografie und Radierung malt Dennhardt mit Öl, Acryl und Aquarellfarben. Für seine großformatigen Pastelle stellt er seine Pigmente und Farbmischungen selbst her. Arbeiten Dennhardts befinden sich u. a. im Kupferstichkabinett Dresden und im Sächsischen Kunstfonds.
Dennhardt ist mit dem Maler Peter Herrmann befreundet.

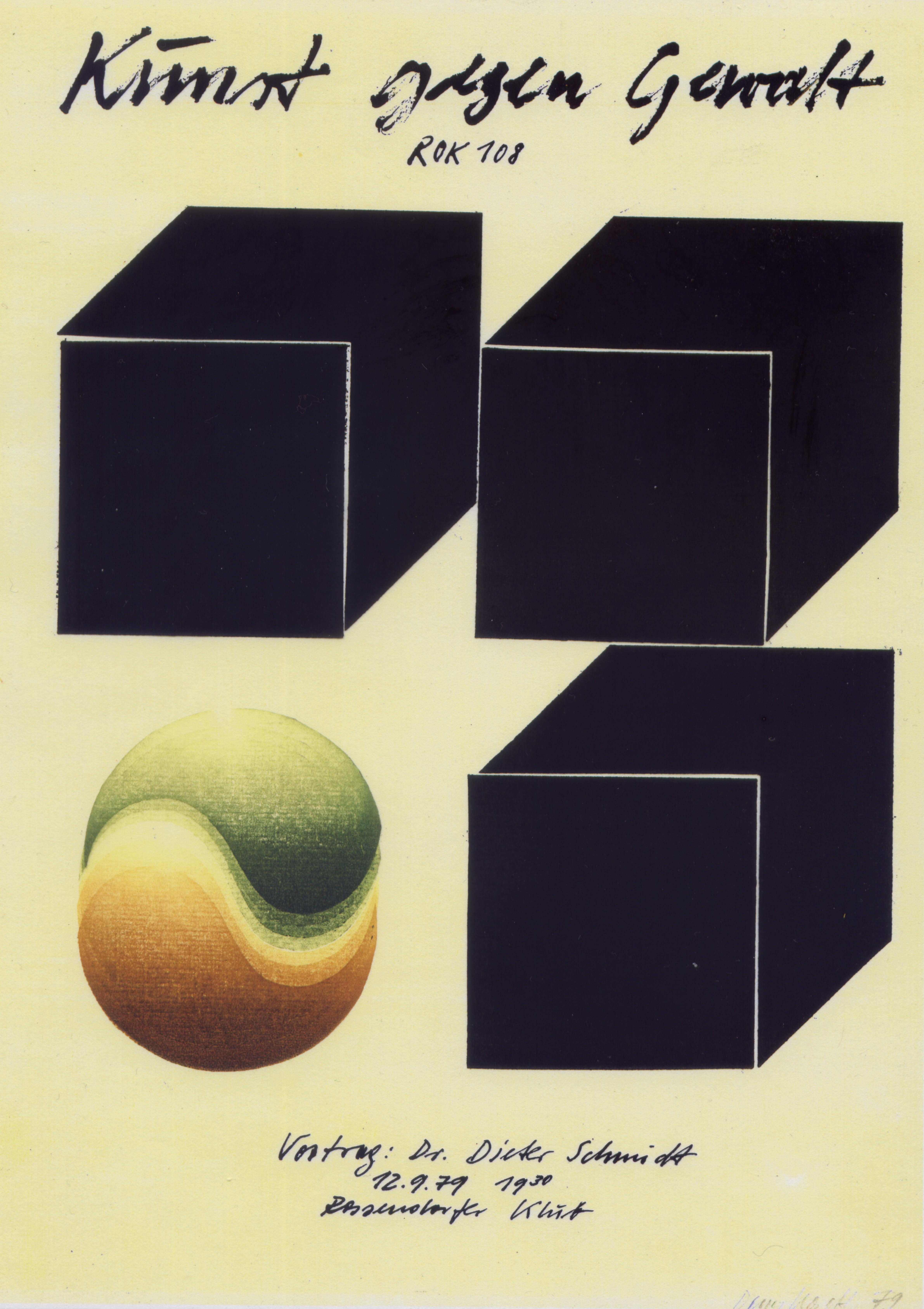
Plakat von Klaus Dennhardt aus dem Jahr 1979 zu einem Vortrag von Diether Schmidt

## Rezeption
Von den Dresdner Künstlern war Dennhardt „am weitesten in die Gebiete einer technisch-experimentellen Grafik vorgedrungen. Er operiert mit der Umsetzung grafischer Techniken und Ergebnisse in die Offset-Lithographie (die gelegentlich mit Siebdruck kombiniert wird).“
„Klaus Dennhardts künstlerische Arbeit, sein Bewegen zwischen den Polen Abstraktion und Realismus sind stark geprägt durch seine Erfahrungen in beiden deutschen Staaten. Der Künstler hatte sich in der DDR  mit abstrakten Arbeiten auf Papier und geometrischen Stahlskulpturen einen Namen als ‚avantgardistischer Außenseiter‘ gemacht, er entzog sich dem Realismus-Diktat an den DDR-Akademien. Mit der Ausreise nach Westberlin wandelte sich Klaus Dennhardt in einen ‚kontemplativen Realisten‘.“

## Fotografische Darstellung Dennhardts
- Christian Borchert: Der Maler und Grafiker Klaus Dennhardt in seinem Atelier[6]

## Ausstellungen (unvollständig)

### Einzelausstellungen
- 1976: Rossendorf, Zentralinstitut für Kernforschung
- 1978/1979: Magdeburg, Klubgalerie Magdeburg
- 1979: Dresden, Leonhardi-Museum
- 1979: Magdeburg, Klubgalerie
- 1982: Dresden, Galerie Kühl
- 1983: Suhl, Galerie am Steinweg
- 1984: Karl-Marx-Stadt, Galerie Schmidt-Rottluff
- 1984: Aalen, Kunstverein
- 1994: Berlin, St.-Jacobi-Kirche Berlin-Kreuzberg
- 1994: Stuttgart, Kunstraum F 34
- 1995: Dresden, Galerie Blaues Wunder
- 1989: Dresden, Galerie Horschik & Schulz
- 2001: Dresden, Villa Eschenbach
- 2004: Mannheim, Galerie Kasten
- 2004: Dresden, Leonhardi-Museum
- 2008: Berlin, Galerie Mutter Furage
- 2009: Frankfurt (Oder), Kirche St. Marien
- 2010: Heimbach, Galerie AvantgArt
- 2015: Dresden, Kunstausstellung Kuehl
- 2016: Dresden, Galerie am Blauen Wunder

### Teilnahme an zentralen und wichtigen regionalen Ausstellungen in der DDR
- 1972/1973 und 1982/1983: Dresden, VII. und IX. Kunstausstellung der DDR
- 1972, 1974, 1979 und 1985: Dresden, Bezirkskunstausstellungen
- 1974/1975: Frankfurt/Oder, Galerie Junge Kunst („Junge Künstler '74. 1. Ausstellung junger bildender Künstler der DDR“)
- 1975: Schwerin, Staatliches Museum („Farbige Grafik in der DDR“)
- 1979 und 1983: u. a. Berlin („100 ausgewählte Grafiken“)
- 1979: Berlin, Altes Museum („Weggefährden – Zeitgenossen. Bildende Kunst aus 3 Jahrzehnten “)
- 1979: Schwerin, Staatliche Museen („Farbgrafik in der DDR“)
- 1985: Berlin, Neue Berliner Galerie im Alten Museum („Musik in der bildenden Kunst der DDR“)